# جودیت و سر هولوفرنس
یودیت و سَرِ هولوفِرنِس (آلمانی: Judith und Holofernes) همچنین با نامِ شناخته شدهٔ جودیتِ اول، یک نقاشی رنگ روغن بر روی بوم اثر نقاش نماد گرای اتریشی گوستاو کلیمت است.

## داستان جودیت و هولوفرنس
یودیت بنا بر روایات بیوه زنی زیبا بوده، پس از محاصرهٔ شهری که در آن ساکن هستند و از آنجایی که رُعب و وحشت را از ساکنان مؤمن شهر دور کند، اعلام می‌کند که بنا بر مشیّت خداوند می‌تواند دشمنِ مردم و شهرِ تحتِ محاصره توسط هولوفِرنِس را نابود کند. او پس از نیایش، مخفیانه به اردوگاه دشمن می‌رود و موفق می‌شود سَرِ هولوفِرنِس را در خواب بِبُرَد، با کشته شدن سردار بزرگ به دست یک زن، ارتش وی سراسیمه و آشفته می‌گردد، بدین ترتیب شهر از محاصره نجات می‌یابد.

## متن و تأثیرات
کلیمت ایده و طرح این اثر خود را از خاکستر و شالودهٔ اثر مذهبی و کتاب مقدس یهودیان گرفت، دورهٔ تاریخیِ هنر در زمان او و تدوین و تفسیر اصلی آن شکلی تَرجیحی بر ساختِ فیگورها دارد.
در واقع بسیاری از نقاشی‌های طرح شده در این زمینه وجود دارد، توصیف قسمت به شیوه‌ای قهرمانانه، به ویژه بیان شجاعت جودیت و ماهیت و فضیلت او، جودیت به نظر می‌رسد به عنوان ابزار اجرای حُکم خداوند می‌باشد اما خشونت از عمل او را نمی‌توان انکار کرد و این عملِ او به طور چشمگیری بیانگر یک سری از کارهای کاراواجو است که او هم تعدادی تصویر از جمله در رابطه با همین جودیت و هولوفِرنِس در کارنامهٔ آثارش دارد

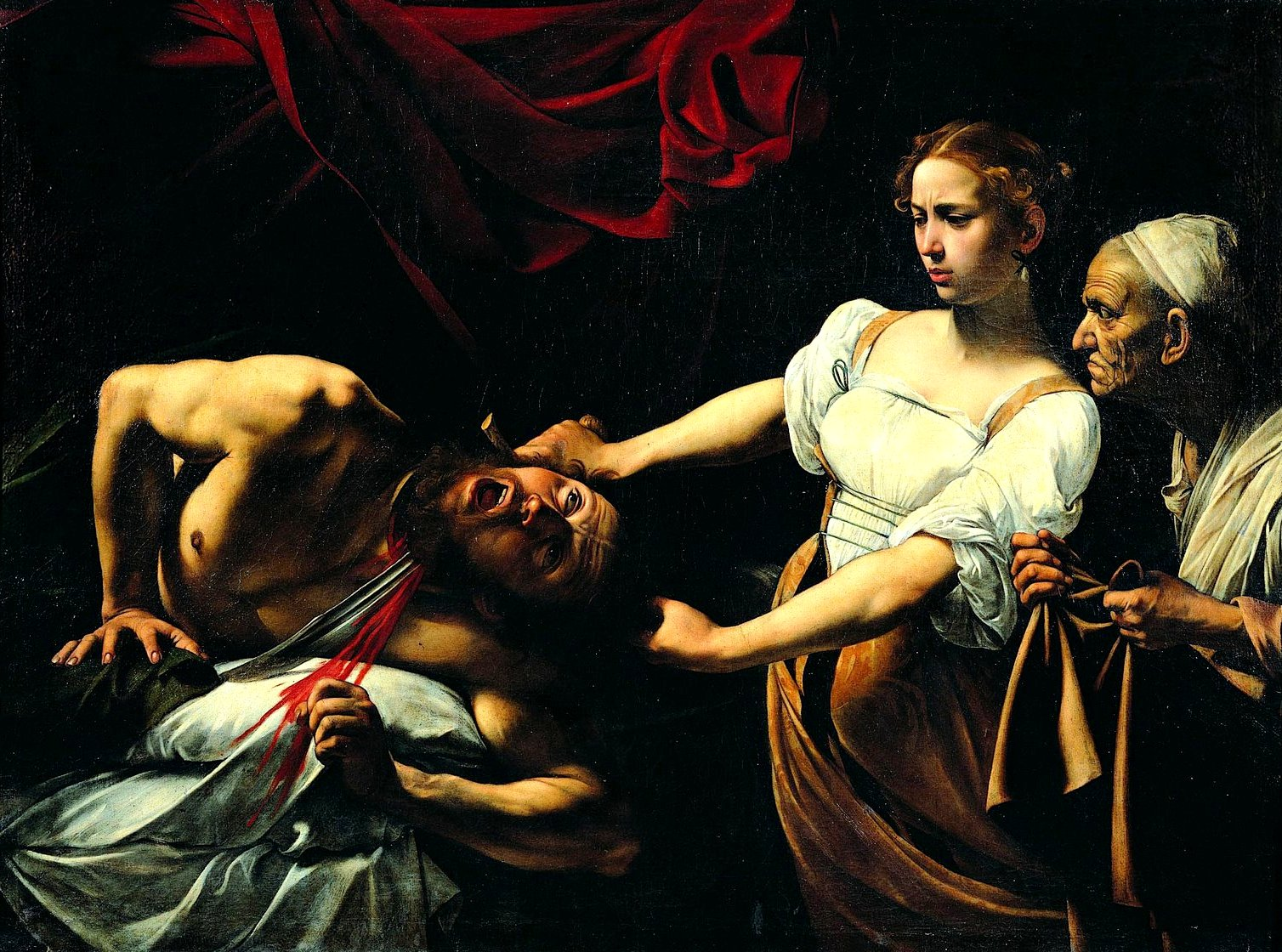
بُریدن سَرِ هولوفِرنِس توسط جودیت، خشونت آشکار در اثر کاراواجو در قیاس با اثر کلیمت
(۱۵۹۸)

همچنین هنرمندان دیگری که با الگوی کتاب مقدس و ماجرای جودیت طرح‌هایی آفریدند می‌توان به آرتمیزیا جنتیلسکی و تروفیم بیگوت اشاره داشت، تکیه بر ماجرای هولوفِرنِس فارغ از جَنبهٔ خشونتِ آن چنان جالبِ توجه بوده که نقاشانی همچون کریستوفانو آلوری فلورانسی و نقاشِ دیگر گوستاو مورو نیز عمده شهرتِ خود را به واسطهٔ طراحی نقاشی با همین موضوع به دست آوردند. نکتهٔ قابل تأمل موضوع عریان بودن جودیت در نقاشی کلیمت می‌باشد، چیزی که حداقل در هیچ‌کدام از آثارِ نقاشان نامبرده با نقاشی مُشابه وجود ندارد، نقاشی و برداشت کلیمت از جودیت همانند نقاشی کاراواجو خِشن نیست، همانگونه که کاراواجو خنجر آختِه را بر گردن هولوفِرنِس قرار داده و خون از شریان‌های او فَوَران کرده، با این همه در اینجا و در نقاشی کلیمت شاهدِ تنها، سَرِ بُریده در دستان جودیت هستیم، کلیمت به عمد هر گونه مرجع و روایت را نادیده می‌گیرد، و کُنستانترهٔ تصویری خود را صرفاً به جودیت اختصاص می‌دهد، به طوری که او سَرِ بریدهٔ هولوفِرنِس را در گوشهٔ پائین در حاشیهٔ سمت راست، در دست گرفته، هیچ اثری از شمشیر خون آلود وجود ندارد، به عنوان این نکتهٔ مُستتر از کلیمت برای بیننده که اگر او قهرمان من است، پس می‌تواند هر سلاحی داشته باشد،
همین‌طور حذف سِلاحی که بی ارتباط با مَشروعیّت سالومه نیست، همان لحظهٔ قبل از قتل، فتنه انگیزی از طرف ژنرال و سَر کَردهٔ نبوکد نصر که به نظر می‌رسد در راستای یکی شدن با بخش قطعی و اصلی داستان شکل گرفته نقاشی جودیتِ اول کلیمت، نشان دهندهٔ یک هماهنگی نمادین و ترکیبی کنجکاوانه با گناه در مقابل نقاشی مُشابه سین ، اثر فرانز استوک می‌باشد، وسوسهٔ نشان داده شده توسط نقاش آلمانی در برابر مدل جودیت کلیمت، زنی افسونگر با انتخاب وضعیتِ برهنه و بدون لباس و جسم ناپایدار به عنوان قطعهٔ کانونی و مرکزی بوم نقاشی می‌شود، مدل نقاشی استوک با اینکه لباس دارد اما به وضوح سینه‌هایش پیدا است و نقاشی کلیمت در کُل، فاقد لباس و کاملاً برهنه است. در قسمت طراحی چهره، نیروی جذبهٔ چهرهٔ جودیت سرچشمه‌ای است از نزدیکی و استحکام و استقرار پایدار، ارائه شده توسط طرح مُتِعامد خطوط که نشانگرِ طراحی خطوط به شکل عمودی از بدن و تَشابُه افقی در حاشیهٔ پائین است.

## واژگان
1. ↑  Symbolism (arts)
2. ↑  Gustav Klimt
3. ↑  Caravaggio
4. ↑  Artemisia Gentileschi
5. ↑  Trophime Bigot
6. ↑  Cristofano Allori
7. ↑  Gustave Moreau
8. ↑  Salome
9. ↑  Nebuchadnezzar
10. ↑  The Sin
11. ↑  Franz Stuck